# Tour de Sicile 2019
La 24e édition du Tour de Sicile a lieu du 3 au 6 avril 2019. La course fait partie du calendrier UCI Europe Tour 2019 en catégorie 2.1. Cette course fait son retour après 42 ans d'interruption.

## Présentation

### Équipes
Classé en catégorie 2.1 de l'UCI Europe Tour, le Tour de Sicile est par conséquent ouvert aux WorldTeams dans la limite de 50 % des équipes participantes, aux équipes continentales professionnelles, aux équipes continentales et aux équipes nationales.
| WorldTeam- UAE Team Emirates Équipes continentales professionnelles (10)- Androni Giocattoli-Sidermec - Bardiani CSF - Delko-Marseille Provence - Gazprom-RusVelo - Israel Cycling Academy - Neri Sottoli-Selle Italia-KTM - Nippo Vini Fantini Faizanè - Rally UHC Cycling - Riwal Readynez - Wanty-Groupe Gobert Équipes continentales (7)- Amore & Vita-Prodir - Coldeportes Bicicletas Strongman - D'Amico-UM Tools - Giotti Victoria-Palomar - Kometa - Sangemini-Trevigiani-MG.Kvis - Team Colpack |
| |

## Étapes
| Étape     | Date   | Villes étapes            | type                      | Distance (km) | Vainqueur d'étape    | Leader du classement général |
| --------- | ------ | ------------------------ | ------------------------- | ------------- | -------------------- | ---------------------------- |
| 1re étape | 3 avr. | Catane – Milazzo         | étape de plaine           | 165           | Riccardo Stacchiotti | Riccardo Stacchiotti         |
| 2e étape  | 4 avr. | Capo d'Orlando – Palerme | étape de moyenne montagne | 236           | Manuel Belletti      | Manuel Belletti              |
| 3e étape  | 5 avr. | Caltanissetta – Raguse   | étape de moyenne montagne | 188           | Brandon McNulty      | Brandon McNulty              |
| 4e étape  | 6 avr. | Giardini-Naxos – Etna    | étape de montagne         | 119           | Guillaume Martin     | Brandon McNulty              |

## Déroulement de la course

### 1reétape
| \| Classement de l'étape \| Classement de l'étape \| Classement de l'étape \| Classement de l'étape \| Classement de l'étape \| \| Coureur \| Coureur \| Pays \| Équipe \| Temps \| \| --------------------- \| --------------------- \| --------------------- \| ----------------------------- \| --------------------- \| \| 1er \| Riccardo Stacchiotti \| Italie \| Giotti Victoria-Palomar \| 3 h 48 min 02 s \| \| 2e \| Manuel Belletti \| Italie \| Androni Giocattoli-Sidermec \| + 0 s \| \| 3e \| Luca Pacioni \| Italie \| Neri Sottoli-Selle Italia-KTM \| + 0 s \| \| 4e \| Sergey Shilov \| Russie \| Gazprom-RusVelo \| + 0 s \| \| 5e \| Sebastián Molano \| Colombie \| UAE Team Emirates \| + 0 s \| \| 6e \| Iuri Filosi \| Italie \| Delko Marseille Provence \| + 0 s \| \| 7e \| Marco Tizza \| Italie \| Amore & Vita-Prodir \| + 0 s \| \| 8e \| Vincenzo Albanese \| Italie \| Bardiani CSF \| + 0 s \| \| 9e \| Damiano Cima \| Italie \| Nippo-Vini Fantini-Faizanè \| + 0 s \| \| 10e \| Colin Joyce \| États-Unis \| Rally UHC Cycling \| + 0 s \| |                      |            |                               |                 |
| |                      |            |                               |                 |
| Source : ProCyclingStats |                      |            |                               |                 |
| Classement de l'étape |                      |            |                               |                 |
| Coureur | Coureur              | Pays       | Équipe                        | Temps           |
| 1er | Riccardo Stacchiotti | Italie     | Giotti Victoria-Palomar       | 3 h 48 min 02 s |
| 2e | Manuel Belletti      | Italie     | Androni Giocattoli-Sidermec   | + 0 s           |
| 3e | Luca Pacioni         | Italie     | Neri Sottoli-Selle Italia-KTM | + 0 s           |
| 4e | Sergey Shilov        | Russie     | Gazprom-RusVelo               | + 0 s           |
| 5e | Sebastián Molano     | Colombie   | UAE Team Emirates             | + 0 s           |
| 6e | Iuri Filosi          | Italie     | Delko Marseille Provence      | + 0 s           |
| 7e | Marco Tizza          | Italie     | Amore & Vita-Prodir           | + 0 s           |
| 8e | Vincenzo Albanese    | Italie     | Bardiani CSF                  | + 0 s           |
| 9e | Damiano Cima         | Italie     | Nippo-Vini Fantini-Faizanè    | + 0 s           |
| 10e | Colin Joyce          | États-Unis | Rally UHC Cycling             | + 0 s           |

| \| Classement général \| Classement général \| Classement général \| Classement général \| Classement général \| \| Coureur \| Coureur \| Pays \| Équipe \| Temps \| \| ------------------ \| -------------------- \| ------------------ \| ----------------------------- \| ------------------ \| \| 1er \| Riccardo Stacchiotti \| Italie \| Giotti Victoria-Palomar \| 3 h 47 min 52 s \| \| 2e \| Manuel Belletti \| Italie \| Androni Giocattoli-Sidermec \| + 4 s \| \| 3e \| Luca Pacioni \| Italie \| Neri Sottoli-Selle Italia-KTM \| + 6 s \| \| 4e \| Krister Hagen \| Norvège \| Riwal Readynez \| + 7 s \| \| 5e \| Sergey Shilov \| Russie \| Gazprom-RusVelo \| + 10 s \| \| 6e \| Sebastián Molano \| Colombie \| UAE Team Emirates \| + 10 s \| \| 7e \| Iuri Filosi \| Italie \| Delko Marseille Provence \| + 10 s \| \| 8e \| Marco Tizza \| Italie \| Amore & Vita-Prodir \| + 10 s \| \| 9e \| Vincenzo Albanese \| Italie \| Bardiani CSF \| + 10 s \| \| 10e \| Damiano Cima \| Italie \| Nippo-Vini Fantini-Faizanè \| + 10 s \| |                      |          |                               |                 |
| |                      |          |                               |                 |
| Source : ProCyclingStats |                      |          |                               |                 |
| Classement général |                      |          |                               |                 |
| Coureur | Coureur              | Pays     | Équipe                        | Temps           |
| 1er | Riccardo Stacchiotti | Italie   | Giotti Victoria-Palomar       | 3 h 47 min 52 s |
| 2e | Manuel Belletti      | Italie   | Androni Giocattoli-Sidermec   | + 4 s           |
| 3e | Luca Pacioni         | Italie   | Neri Sottoli-Selle Italia-KTM | + 6 s           |
| 4e | Krister Hagen        | Norvège  | Riwal Readynez                | + 7 s           |
| 5e | Sergey Shilov        | Russie   | Gazprom-RusVelo               | + 10 s          |
| 6e | Sebastián Molano     | Colombie | UAE Team Emirates             | + 10 s          |
| 7e | Iuri Filosi          | Italie   | Delko Marseille Provence      | + 10 s          |
| 8e | Marco Tizza          | Italie   | Amore & Vita-Prodir           | + 10 s          |
| 9e | Vincenzo Albanese    | Italie   | Bardiani CSF                  | + 10 s          |
| 10e | Damiano Cima         | Italie   | Nippo-Vini Fantini-Faizanè    | + 10 s          |

### 2eétape
| \| Classement de l'étape \| Classement de l'étape \| Classement de l'étape \| Classement de l'étape \| Classement de l'étape \| \| Coureur \| Coureur \| Pays \| Équipe \| Temps \| \| --------------------- \| --------------------- \| --------------------- \| ------------------------------------ \| --------------------- \| \| 1er \| Manuel Belletti \| Italie \| Androni Giocattoli-Sidermec \| 6 h 16 min 16 s \| \| 2e \| Riccardo Stacchiotti \| Italie \| Giotti Victoria-Palomar \| + 0 s \| \| 3e \| Sebastián Molano \| Colombie \| UAE Team Emirates \| + 0 s \| \| 4e \| Riccardo Minali \| Italie \| Israel Cycling Academy \| + 0 s \| \| 5e \| Colin Joyce \| États-Unis \| Rally UHC Cycling \| + 0 s \| \| 6e \| Sergey Shilov \| Russie \| Gazprom-RusVelo \| + 0 s \| \| 7e \| Paolo Totò \| Italie \| U.C. Trevigiani Energiapura Marchiol \| + 0 s \| \| 8e \| Emanuele Onesti \| Italie \| Giotti Victoria-Palomar \| + 0 s \| \| 9e \| Marco Tizza \| Italie \| Amore & Vita-Prodir \| + 0 s \| \| 10e \| Marco Bernardinetti \| Italie \| Amore & Vita-Prodir \| + 0 s \| |                      |            |                                      |                 |
| |                      |            |                                      |                 |
| Source : ProCyclingStats |                      |            |                                      |                 |
| Classement de l'étape |                      |            |                                      |                 |
| Coureur | Coureur              | Pays       | Équipe                               | Temps           |
| 1er | Manuel Belletti      | Italie     | Androni Giocattoli-Sidermec          | 6 h 16 min 16 s |
| 2e | Riccardo Stacchiotti | Italie     | Giotti Victoria-Palomar              | + 0 s           |
| 3e | Sebastián Molano     | Colombie   | UAE Team Emirates                    | + 0 s           |
| 4e | Riccardo Minali      | Italie     | Israel Cycling Academy               | + 0 s           |
| 5e | Colin Joyce          | États-Unis | Rally UHC Cycling                    | + 0 s           |
| 6e | Sergey Shilov        | Russie     | Gazprom-RusVelo                      | + 0 s           |
| 7e | Paolo Totò           | Italie     | U.C. Trevigiani Energiapura Marchiol | + 0 s           |
| 8e | Emanuele Onesti      | Italie     | Giotti Victoria-Palomar              | + 0 s           |
| 9e | Marco Tizza          | Italie     | Amore & Vita-Prodir                  | + 0 s           |
| 10e | Marco Bernardinetti  | Italie     | Amore & Vita-Prodir                  | + 0 s           |

| \| Classement général \| Classement général \| Classement général \| Classement général \| Classement général \| \| Coureur \| Coureur \| Pays \| Équipe \| Temps \| \| ------------------ \| -------------------- \| ------------------ \| ----------------------------- \| ------------------ \| \| 1er \| Manuel Belletti \| Italie \| Androni Giocattoli-Sidermec \| 9 h 47 min 02 s \| \| 2e \| Riccardo Stacchiotti \| Italie \| Giotti Victoria-Palomar \| + 0 s \| \| 3e \| Sebastián Molano \| Colombie \| UAE Team Emirates \| + 12 s \| \| 4e \| Luca Pacioni \| Italie \| Neri Sottoli-Selle Italia-KTM \| + 12 s \| \| 5e \| Krister Hagen \| Norvège \| Riwal Readynez \| + 13 s \| \| 6e \| Andreas Kron \| Danemark \| Riwal Readynez \| + 13 s \| \| 7e \| Andrea Toniatti \| Italie \| Colpack \| + 14 s \| \| 8e \| Viesturs Lukševics \| Lettonie \| Amore & Vita-Prodir \| + 15 s \| \| 9e \| Sergey Shilov \| Russie \| Gazprom-RusVelo \| + 16 s \| \| 10e \| Colin Joyce \| États-Unis \| Rally UHC Cycling \| + 16 s \| |                      |            |                               |                 |
| |                      |            |                               |                 |
| Source : ProCyclingStats |                      |            |                               |                 |
| Classement général |                      |            |                               |                 |
| Coureur | Coureur              | Pays       | Équipe                        | Temps           |
| 1er | Manuel Belletti      | Italie     | Androni Giocattoli-Sidermec   | 9 h 47 min 02 s |
| 2e | Riccardo Stacchiotti | Italie     | Giotti Victoria-Palomar       | + 0 s           |
| 3e | Sebastián Molano     | Colombie   | UAE Team Emirates             | + 12 s          |
| 4e | Luca Pacioni         | Italie     | Neri Sottoli-Selle Italia-KTM | + 12 s          |
| 5e | Krister Hagen        | Norvège    | Riwal Readynez                | + 13 s          |
| 6e | Andreas Kron         | Danemark   | Riwal Readynez                | + 13 s          |
| 7e | Andrea Toniatti      | Italie     | Colpack                       | + 14 s          |
| 8e | Viesturs Lukševics   | Lettonie   | Amore & Vita-Prodir           | + 15 s          |
| 9e | Sergey Shilov        | Russie     | Gazprom-RusVelo               | + 16 s          |
| 10e | Colin Joyce          | États-Unis | Rally UHC Cycling             | + 16 s          |

### 3eétape
| \| Classement de l'étape \| Classement de l'étape \| Classement de l'étape \| Classement de l'étape \| Classement de l'étape \| \| Coureur \| Coureur \| Pays \| Équipe \| Temps \| \| --------------------- \| --------------------- \| --------------------- \| ------------------------------------ \| --------------------- \| \| 1er \| Brandon McNulty \| États-Unis \| Rally UHC Cycling \| 4 h 42 min 28 s \| \| 2e \| Odd Christian Eiking \| Norvège \| Wanty-Gobert \| + 55 s \| \| 3e \| Giovanni Visconti \| Italie \| Neri Sottoli-Selle Italia-KTM \| + 56 s \| \| 4e \| Federico Zurlo \| Italie \| Giotti Victoria-Palomar \| + 56 s \| \| 5e \| Paolo Totò \| Italie \| U.C. Trevigiani Energiapura Marchiol \| + 56 s \| \| 6e \| Matteo Montaguti \| Italie \| Androni Giocattoli-Sidermec \| + 56 s \| \| 7e \| Jan Polanc \| Slovénie \| UAE Team Emirates \| + 56 s \| \| 8e \| Simone Petilli \| Italie \| UAE Team Emirates \| + 56 s \| \| 9e \| Guillaume Martin \| France \| Wanty-Gobert \| + 56 s \| \| 10e \| Fausto Masnada \| Italie \| Androni Giocattoli-Sidermec \| + 56 s \| |                      |            |                                      |                 |
| |                      |            |                                      |                 |
| Source : ProCyclingStats |                      |            |                                      |                 |
| Classement de l'étape |                      |            |                                      |                 |
| Coureur | Coureur              | Pays       | Équipe                               | Temps           |
| 1er | Brandon McNulty      | États-Unis | Rally UHC Cycling                    | 4 h 42 min 28 s |
| 2e | Odd Christian Eiking | Norvège    | Wanty-Gobert                         | + 55 s          |
| 3e | Giovanni Visconti    | Italie     | Neri Sottoli-Selle Italia-KTM        | + 56 s          |
| 4e | Federico Zurlo       | Italie     | Giotti Victoria-Palomar              | + 56 s          |
| 5e | Paolo Totò           | Italie     | U.C. Trevigiani Energiapura Marchiol | + 56 s          |
| 6e | Matteo Montaguti     | Italie     | Androni Giocattoli-Sidermec          | + 56 s          |
| 7e | Jan Polanc           | Slovénie   | UAE Team Emirates                    | + 56 s          |
| 8e | Simone Petilli       | Italie     | UAE Team Emirates                    | + 56 s          |
| 9e | Guillaume Martin     | France     | Wanty-Gobert                         | + 56 s          |
| 10e | Fausto Masnada       | Italie     | Androni Giocattoli-Sidermec          | + 56 s          |

| \| Classement général \| Classement général \| Classement général \| Classement général \| Classement général \| \| Coureur \| Coureur \| Pays \| Équipe \| Temps \| \| ------------------ \| -------------------- \| ------------------ \| ------------------------------------ \| ------------------ \| \| 1er \| Brandon McNulty \| États-Unis \| Rally UHC Cycling \| 14 h 29 min 36 s \| \| 2e \| Odd Christian Eiking \| Norvège \| Wanty-Gobert \| + 59 s \| \| 3e \| Giovanni Visconti \| Italie \| Neri Sottoli-Selle Italia-KTM \| + 1 min 02 s \| \| 4e \| Marco Tizza \| Italie \| Amore & Vita-Prodir \| + 1 min 06 s \| \| 5e \| Paolo Totò \| Italie \| U.C. Trevigiani Energiapura Marchiol \| + 1 min 06 s \| \| 6e \| Guillaume Martin \| France \| Wanty-Gobert \| + 1 min 06 s \| \| 7e \| Jan Polanc \| Slovénie \| UAE Team Emirates \| + 1 min 06 s \| \| 8e \| Matteo Montaguti \| Italie \| Androni Giocattoli-Sidermec \| + 1 min 06 s \| \| 9e \| Aleksandr Vlasov \| Russie \| Gazprom-RusVelo \| + 1 min 06 s \| \| 10e \| Simone Petilli \| Italie \| UAE Team Emirates \| + 1 min 06 s \| |                      |            |                                      |                  |
| |                      |            |                                      |                  |
| Source : ProCyclingStats |                      |            |                                      |                  |
| Classement général |                      |            |                                      |                  |
| Coureur | Coureur              | Pays       | Équipe                               | Temps            |
| 1er | Brandon McNulty      | États-Unis | Rally UHC Cycling                    | 14 h 29 min 36 s |
| 2e | Odd Christian Eiking | Norvège    | Wanty-Gobert                         | + 59 s           |
| 3e | Giovanni Visconti    | Italie     | Neri Sottoli-Selle Italia-KTM        | + 1 min 02 s     |
| 4e | Marco Tizza          | Italie     | Amore & Vita-Prodir                  | + 1 min 06 s     |
| 5e | Paolo Totò           | Italie     | U.C. Trevigiani Energiapura Marchiol | + 1 min 06 s     |
| 6e | Guillaume Martin     | France     | Wanty-Gobert                         | + 1 min 06 s     |
| 7e | Jan Polanc           | Slovénie   | UAE Team Emirates                    | + 1 min 06 s     |
| 8e | Matteo Montaguti     | Italie     | Androni Giocattoli-Sidermec          | + 1 min 06 s     |
| 9e | Aleksandr Vlasov     | Russie     | Gazprom-RusVelo                      | + 1 min 06 s     |
| 10e | Simone Petilli       | Italie     | UAE Team Emirates                    | + 1 min 06 s     |

### 4eétape
| \| Classement de l'étape \| Classement de l'étape \| Classement de l'étape \| Classement de l'étape \| Classement de l'étape \| \| Coureur \| Coureur \| Pays \| Équipe \| Temps \| \| --------------------- \| --------------------- \| --------------------- \| ----------------------------- \| --------------------- \| \| 1er \| Guillaume Martin \| France \| Wanty-Gobert \| 3 h 37 min 34 s \| \| 2e \| Fausto Masnada \| Italie \| Androni Giocattoli-Sidermec \| + 10 s \| \| 3e \| Dayer Quintana \| Colombie \| Neri Sottoli-Selle Italia-KTM \| + 13 s \| \| 4e \| Brandon McNulty \| États-Unis \| Rally UHC Cycling \| + 14 s \| \| 5e \| Aleksandr Vlasov \| Russie \| Gazprom-RusVelo \| + 22 s \| \| 6e \| Giovanni Visconti \| Italie \| Neri Sottoli-Selle Italia-KTM \| + 36 s \| \| 7e \| Jan Polanc \| Slovénie \| UAE Team Emirates \| + 42 s \| \| 8e \| Matteo Badilatti \| Suisse \| Israel Cycling Academy \| + 44 s \| \| 9e \| Michel Ries \| Luxembourg \| Kometa \| + 56 s \| \| 10e \| Mauro Finetto \| Italie \| Delko Marseille Provence \| + 1 min 11 s \| |                   |            |                               |                 |
| |                   |            |                               |                 |
| Source : ProCyclingStats |                   |            |                               |                 |
| Classement de l'étape |                   |            |                               |                 |
| Coureur | Coureur           | Pays       | Équipe                        | Temps           |
| 1er | Guillaume Martin  | France     | Wanty-Gobert                  | 3 h 37 min 34 s |
| 2e | Fausto Masnada    | Italie     | Androni Giocattoli-Sidermec   | + 10 s          |
| 3e | Dayer Quintana    | Colombie   | Neri Sottoli-Selle Italia-KTM | + 13 s          |
| 4e | Brandon McNulty   | États-Unis | Rally UHC Cycling             | + 14 s          |
| 5e | Aleksandr Vlasov  | Russie     | Gazprom-RusVelo               | + 22 s          |
| 6e | Giovanni Visconti | Italie     | Neri Sottoli-Selle Italia-KTM | + 36 s          |
| 7e | Jan Polanc        | Slovénie   | UAE Team Emirates             | + 42 s          |
| 8e | Matteo Badilatti  | Suisse     | Israel Cycling Academy        | + 44 s          |
| 9e | Michel Ries       | Luxembourg | Kometa                        | + 56 s          |
| 10e | Mauro Finetto     | Italie     | Delko Marseille Provence      | + 1 min 11 s    |

## Classements finals

### Classement général finaux
| \| Classement général \| Classement général \| Classement général \| Classement général \| Classement général \| \| Coureur \| Coureur \| Pays \| Équipe \| Temps \| \| ------------------ \| ------------------ \| ------------------ \| ----------------------------- \| ------------------ \| \| 1er \| Brandon McNulty \| États-Unis \| Rally UHC Cycling \| 18 h 07 min 24 s \| \| 2e \| Guillaume Martin \| France \| Wanty-Gobert \| + 42 s \| \| 3e \| Fausto Masnada \| Italie \| Androni Giocattoli-Sidermec \| + 56 s \| \| 4e \| Aleksandr Vlasov \| Russie \| Gazprom-RusVelo \| + 1 min 11 s \| \| 5e \| Giovanni Visconti \| Italie \| Neri Sottoli-Selle Italia-KTM \| + 1 min 24 s \| \| 6e \| Jan Polanc \| Slovénie \| UAE Team Emirates \| + 1 min 34 s \| \| 7e \| Dayer Quintana \| Colombie \| Neri Sottoli-Selle Italia-KTM \| + 2 min 02 s \| \| 8e \| Mauro Finetto \| Italie \| Delko Marseille Provence \| + 2 min 03 s \| \| 9e \| Michel Ries \| Luxembourg \| Kometa \| + 2 min 11 s \| \| 10e \| Simone Petilli \| Italie \| UAE Team Emirates \| + 2 min 16 s \| |                   |            |                               |                  |
| |                   |            |                               |                  |
| Source : ProCyclingStats |                   |            |                               |                  |
| Classement général |                   |            |                               |                  |
| Coureur | Coureur           | Pays       | Équipe                        | Temps            |
| 1er | Brandon McNulty   | États-Unis | Rally UHC Cycling             | 18 h 07 min 24 s |
| 2e | Guillaume Martin  | France     | Wanty-Gobert                  | + 42 s           |
| 3e | Fausto Masnada    | Italie     | Androni Giocattoli-Sidermec   | + 56 s           |
| 4e | Aleksandr Vlasov  | Russie     | Gazprom-RusVelo               | + 1 min 11 s     |
| 5e | Giovanni Visconti | Italie     | Neri Sottoli-Selle Italia-KTM | + 1 min 24 s     |
| 6e | Jan Polanc        | Slovénie   | UAE Team Emirates             | + 1 min 34 s     |
| 7e | Dayer Quintana    | Colombie   | Neri Sottoli-Selle Italia-KTM | + 2 min 02 s     |
| 8e | Mauro Finetto     | Italie     | Delko Marseille Provence      | + 2 min 03 s     |
| 9e | Michel Ries       | Luxembourg | Kometa                        | + 2 min 11 s     |
| 10e | Simone Petilli    | Italie     | UAE Team Emirates             | + 2 min 16 s     |

### Classements annexes
| Classement par points | Classement par points | Classement par points | Classement par points                | Classement par points |
| Coureur               | Coureur               | Pays                  | Équipe                               | Points                |
| --------------------- | --------------------- | --------------------- | ------------------------------------ | --------------------- |
| 1er                   | Manuel Belletti       | Italie                | Androni Giocattoli-Sidermec          | 25 pts                |
| 2e                    | Brandon McNulty       | États-Unis            | Rally UHC Cycling                    | 19 pts                |
| 3e                    | Guillaume Martin      | France                | Wanty-Gobert                         | 14 pts                |
| 4e                    | Giovanni Visconti     | Italie                | Neri Sottoli-Selle Italia-KTM        | 13 pts                |
| 5e                    | Sergey Shilov         | Russie                | Gazprom-RusVelo                      | 12 pts                |
| 6e                    | Aleksandr Vlasov      | Russie                | Gazprom-RusVelo                      | 11 pts                |
| 7e                    | Fausto Masnada        | Italie                | Androni Giocattoli-Sidermec          | 11 pts                |
| 8e                    | Odd Christian Eiking  | Norvège               | Wanty-Gobert                         | 10 pts                |
| 9e                    | Paolo Totò            | Italie                | U.C. Trevigiani Energiapura Marchiol | 10 pts                |
| 10e                   | Colin Joyce           | États-Unis            | Rally UHC Cycling                    | 9 pts                 |

| Classement par points | Classement par points | Classement par points | Classement par points                | Classement par points |
| Coureur               | Coureur               | Pays                  | Équipe                               | Points                |
| --------------------- | --------------------- | --------------------- | ------------------------------------ | --------------------- |
| 1er                   | Manuel Belletti       | Italie                | Androni Giocattoli-Sidermec          | 25 pts                |
| 2e                    | Brandon McNulty       | États-Unis            | Rally UHC Cycling                    | 19 pts                |
| 3e                    | Guillaume Martin      | France                | Wanty-Gobert                         | 14 pts                |
| 4e                    | Giovanni Visconti     | Italie                | Neri Sottoli-Selle Italia-KTM        | 13 pts                |
| 5e                    | Sergey Shilov         | Russie                | Gazprom-RusVelo                      | 12 pts                |
| 6e                    | Aleksandr Vlasov      | Russie                | Gazprom-RusVelo                      | 11 pts                |
| 7e                    | Fausto Masnada        | Italie                | Androni Giocattoli-Sidermec          | 11 pts                |
| 8e                    | Odd Christian Eiking  | Norvège               | Wanty-Gobert                         | 10 pts                |
| 9e                    | Paolo Totò            | Italie                | U.C. Trevigiani Energiapura Marchiol | 10 pts                |
| 10e                   | Colin Joyce           | États-Unis            | Rally UHC Cycling                    | 9 pts                 |

| Classement de la montagne | Classement de la montagne | Classement de la montagne | Classement de la montagne     | Classement de la montagne |
| Coureur                   | Coureur                   | Pays                      | Équipe                        | Points                    |
| ------------------------- | ------------------------- | ------------------------- | ----------------------------- | ------------------------- |
| 1er                       | Fausto Masnada            | Italie                    | Androni Giocattoli-Sidermec   | 27 pts                    |
| 2e                        | Guillaume Martin          | France                    | Wanty-Gobert                  | 20 pts                    |
| 3e                        | Brandon McNulty           | États-Unis                | Rally UHC Cycling             | 12 pts                    |
| 4e                        | Aleksandr Vlasov          | Russie                    | Gazprom-RusVelo               | 12 pts                    |
| 5e                        | Simone Petilli            | Italie                    | UAE Team Emirates             | 10 pts                    |
| 6e                        | Dayer Quintana            | Colombie                  | Neri Sottoli-Selle Italia-KTM | 9 pts                     |
| 7e                        | Fabien Doubey             | France                    | Wanty-Gobert                  | 5 pts                     |
| 8e                        | Isaac Cantón              | Espagne                   | Kometa                        | 5 pts                     |
| 9e                        | Diego Pablo Sevilla       | Espagne                   | Kometa                        | 5 pts                     |
| 10e                       | Giovanni Visconti         | Italie                    | Neri Sottoli-Selle Italia-KTM | 3 pts                     |

| Classement de la montagne | Classement de la montagne | Classement de la montagne | Classement de la montagne     | Classement de la montagne |
| Coureur                   | Coureur                   | Pays                      | Équipe                        | Points                    |
| ------------------------- | ------------------------- | ------------------------- | ----------------------------- | ------------------------- |
| 1er                       | Fausto Masnada            | Italie                    | Androni Giocattoli-Sidermec   | 27 pts                    |
| 2e                        | Guillaume Martin          | France                    | Wanty-Gobert                  | 20 pts                    |
| 3e                        | Brandon McNulty           | États-Unis                | Rally UHC Cycling             | 12 pts                    |
| 4e                        | Aleksandr Vlasov          | Russie                    | Gazprom-RusVelo               | 12 pts                    |
| 5e                        | Simone Petilli            | Italie                    | UAE Team Emirates             | 10 pts                    |
| 6e                        | Dayer Quintana            | Colombie                  | Neri Sottoli-Selle Italia-KTM | 9 pts                     |
| 7e                        | Fabien Doubey             | France                    | Wanty-Gobert                  | 5 pts                     |
| 8e                        | Isaac Cantón              | Espagne                   | Kometa                        | 5 pts                     |
| 9e                        | Diego Pablo Sevilla       | Espagne                   | Kometa                        | 5 pts                     |
| 10e                       | Giovanni Visconti         | Italie                    | Neri Sottoli-Selle Italia-KTM | 3 pts                     |

| Classement du meilleur jeune | Classement du meilleur jeune | Classement du meilleur jeune | Classement du meilleur jeune     | Classement du meilleur jeune |
| Coureur                      | Coureur                      | Pays                         | Équipe                           | Temps                        |
| ---------------------------- | ---------------------------- | ---------------------------- | -------------------------------- | ---------------------------- |
| 1er                          | Brandon McNulty              | États-Unis                   | Rally UHC Cycling                | 18 h 07 min 24 s             |
| 2e                           | Aleksandr Vlasov             | Russie                       | Gazprom-RusVelo                  | + 1 min 11 s                 |
| 3e                           | Diego Pablo Sevilla          | Espagne                      | Kometa                           | + 2 min 11 s                 |
| 4e                           | Odd Christian Eiking         | Norvège                      | Wanty-Gobert                     | + 3 min 25 s                 |
| 5e                           | Juan Pedro López             | Espagne                      | Kometa                           | + 3 min 36 s                 |
| 6e                           | Alejandro Osorio             | Colombie                     | Nippo-Vini Fantini-Faizanè       | + 3 min 58 s                 |
| 7e                           | Simone Velasco               | Italie                       | Neri Sottoli-Selle Italia-KTM    | + 4 min 08 s                 |
| 8e                           | Federico Zurlo               | Italie                       | Giotti Victoria-Palomar          | + 5 min 02 s                 |
| 9e                           | Jhonatan Cañaveral           | Colombie                     | Coldeportes Bicicletas Strongman | + 5 min 11 s                 |
| 10e                          | Stefano Oldani               | Italie                       | Kometa                           | + 6 min 24 s                 |

| Classement du meilleur jeune | Classement du meilleur jeune | Classement du meilleur jeune | Classement du meilleur jeune     | Classement du meilleur jeune |
| Coureur                      | Coureur                      | Pays                         | Équipe                           | Temps                        |
| ---------------------------- | ---------------------------- | ---------------------------- | -------------------------------- | ---------------------------- |
| 1er                          | Brandon McNulty              | États-Unis                   | Rally UHC Cycling                | 18 h 07 min 24 s             |
| 2e                           | Aleksandr Vlasov             | Russie                       | Gazprom-RusVelo                  | + 1 min 11 s                 |
| 3e                           | Diego Pablo Sevilla          | Espagne                      | Kometa                           | + 2 min 11 s                 |
| 4e                           | Odd Christian Eiking         | Norvège                      | Wanty-Gobert                     | + 3 min 25 s                 |
| 5e                           | Juan Pedro López             | Espagne                      | Kometa                           | + 3 min 36 s                 |
| 6e                           | Alejandro Osorio             | Colombie                     | Nippo-Vini Fantini-Faizanè       | + 3 min 58 s                 |
| 7e                           | Simone Velasco               | Italie                       | Neri Sottoli-Selle Italia-KTM    | + 4 min 08 s                 |
| 8e                           | Federico Zurlo               | Italie                       | Giotti Victoria-Palomar          | + 5 min 02 s                 |
| 9e                           | Jhonatan Cañaveral           | Colombie                     | Coldeportes Bicicletas Strongman | + 5 min 11 s                 |
| 10e                          | Stefano Oldani               | Italie                       | Kometa                           | + 6 min 24 s                 |

### UCI Europe Tour
Ce Tour de Sicile attribue des points pour l'UCI Europe Tour 2019, y compris aux coureurs faisant partie d'une équipe ayant un label WorldTeam. De plus la course donne le même nombre de points individuellement à tous les coureurs pour le Classement mondial UCI 2019.
| Position           | 1er | 2e | 3e | 4e | 5e | 6e | 7e | 8e | 9e | 10e | 11e | 12e | 13e à 15e | 16e à 25e |
| Classement général | 125 | 85 | 70 | 60 | 50 | 40 | 35 | 30 | 25 | 20  | 15  | 10  | 5         | 3         |
| Par étape          | 14  | 5  | 3  |    |    |    |    |    |    |     |     |     |           |           |
| Leader, par étape  | 3   |    |    |    |    |    |    |    |    |     |     |     |           |           |

## Évolution des classements
| Étape              | Vainqueur            | Classement général   | Classement de la montagne | Classement par points | Classement du meilleur jeune |
| ------------------ | -------------------- | -------------------- | ------------------------- | --------------------- | ---------------------------- |
| 1                  | Riccardo Stacchiotti | Riccardo Stacchiotti | Isaac Cantón              | Riccardo Stacchiotti  | Sebastián Molano             |
| 2                  | Manuel Belletti      | Manuel Belletti      | Isaac Cantón              | Manuel Belletti       | Sebastián Molano             |
| 3                  | Brandon McNulty      | Brandon McNulty      | Fausto Masnada            | Manuel Belletti       | Brandon McNulty              |
| 4                  | Guillaume Martin     | Brandon McNulty      | Fausto Masnada            | Manuel Belletti       | Brandon McNulty              |
| Classements finals | Classements finals   | Brandon McNulty      | Fausto Masnada            | Manuel Belletti       | Brandon McNulty              |